# Colognola ai Colli
Colognola ai Colli é uma comuna italiana da região do Vêneto, província de Verona, com cerca de 6.914 habitantes. Estende-se por uma área de 20,85 km², tendo uma densidade populacional de 346 hab/km². No século XX migraram algumas famílias para o Brasil, como os Valsecchi, Suppi,  Negri, Frondana, Fattori, Ruffo e Corradini que hoje vivem no Estado de São Paulo em Piracicaba, Itatiba, Ribeirão Preto e Santo André, dentre outros municípios, também os Castagna, que vieram em 1896 e se estabeleceram na Fazenda Sant'Anna em São Paulo. Faz fronteira com Belfiore, Caldiero, Cazzano di Tramigna, Illasi, Lavagno, Soave.

## História
A opinião dos historiadores e amadores que têm se confrontado com o passado do país concorda com a origem do nome: ele deriva do latim "Coloniola" pequena colônia. Pequena colônia porque no futuro Colognola, com idade presumivelmente de volta a 148 aC, estabeleceu veteranos da 'Legião XI Claudia Pia Fedele.
A atribuição dos veteranos na área Colognola, de acordo com a historiografia moderna, está relacionada com a presença da Via Postumia, uma estrada militar em território estrangeiro, ordenados por Roma e organizado pela Cônsul Espúrio Postúmio Albino Regilense desde 148 aC.
Colognola pode nascer como um "vicus" Roman por volta do ano 100 aC por um lugar orçamento militar para proteger esta artéria que ligava Génova a Aquileia, e em defesa contra as incursões do Cimbri e teutões. O procedimento utilizado pelos romanos para seus assentamentos tomou o nome de "centuriatio": subdivisão racional do terreno e programado em séculos (quadrado de 710 metros de lado), cada uma suficiente para atender os veteranos atribuições por cento. O romano gravado pegadas muito profundas em Colognola, onde foi encontrada a documentação mais rica de todo o Val d'Illasi: vários tipos de inscrições, ruínas de uma casa rústica, fragmentos de inscrições, fíbulas e cerâmica, túmulos, pedras tumulares e marcos. Particularmente significativo como evidência da divisão de terra antiga são as duas pedras gromatici localizados em Pieve, a inscrição banca de jornal votiva de Apollo e dedicação para Mercury.
Entre os séculos V e VI, em plena Mariana épica, eles foram construídos a primeira capela - oratório de tamanho modesto e, em seguida, entre eles a "Pieve" dedicada ao Santo Nome de Maria, em deferência a uma prática devocional de expressão carolíngia. Em torno de um mil em Pieve di Colognola, ao longo da rota da Via Postumia, a pequena capela construída sobre as ruínas do templo de Mercúrio tornou-se Santa Maria della Pieve. A presença ea vitalidade da Igreja "plebéia" é notícia na data Bull "piae postulatio" em Viterbo em 1145 pelo Papa Eugênio III.
Após as invasões bárbaras, depois de 1000, eles se encontram na população de grupos COLOGNOLA que "professam" leis diferentes (Roman, sálicas, Lombard). Na Idade Média, em defesa de Colognola foi erguido "um castelo nobre e grande", que também era um símbolo de autodeterminação da população quando Colognola tornou-se município. Em 1231 o prefeito de Verona Guido Rode para punir as pessoas que haviam se rebelado para a cidade, rapidamente foi para Colognola e "condenado à espada que os pobres, abandonaram o forte e as casas de ferro fúria e fogo ele destruiu-lhes do fundo ". Depois da destruição do castelo Colognola caiu sob o domínio da Signoria Scaligera, tornou-se parte do distrito de Verona, a casa de um importante representante do Vicariato de autoridades Visconti primeiro e depois Serenissima e sujeitos à jurisdição dos Condes Nogarola e mais tarde a nobre Priuli .
Em 1630 Colognola sabia a praga, "a ferida contagiosa", difundido na Itália Lanzichenecchi: esta epidemia metade da população passou de 2.172 habitantes em 1630 para o ano de 1083 habitantes no ano seguinte.
Colognola, fiel à aliança estabelecida com o "Golden Bull" de 16 de Julho, 1405, foi sob a bandeira de San Marco-se ao Tratado de Campo Formio de 1797. Entre o final do século XVIII e as primeiras décadas do século XIX Colognola tornou-se ponto estratégico contestado entre a Áustria ea França, enquanto Veneza não poderia impedir seu território para se tornar um campo de batalha para os exércitos estrangeiros. O Colognolesi passar de um domínio até que a "unificação da Itália de 1866," em 13 cantou o "Te Deum", após o que as pessoas foram para a Casa Municipal de voto, acenando a bandeira italiana, entre os sons e músicas. de cada distrito sentiu o grito entusiasmado e solene de "Long Itália ao vivo." em 10 de março do ano seguinte, as primeiras eleições gerais foram realizadas e em 01 de maio de 1867 a Câmara Municipal assumiu o novo nome Colognola ai Colli "de acordo com a resolução do Conselho da Cidade.
Em 1881, o Conselho Municipal e Estatístico Municipal deliberou a dividir a cidade em cinco distritos: Monte e Villa (últimos cinco anos Capital City), San Vittore, San Zeno e Cadellara. Com o censo de 1931, foi igualmente estabelecido na aldeia de Stra '.
As últimas décadas do século e no início do século XX registou um desenvolvimento gradual da vida cívica ea criação de novos serviços sociais. (Estação Carabinieri, a renovação da cidade, o armazém Tranway, correios, escolas, obras hidráulicas ...) Em 1915, eles foram chamados os cidadãos às armas adequadas; no final da guerra que resultou morrido no campo ou a causas directas de 72 cidadãos Colognolesi. Em memória de seu sacrifício foram erigidos dois monumentos: em 1923, em San Vittore e em 1925 no Monte. Durante a era fascista foram estabelecidos nos grupos de países de "Little italiana", "Italiano novo" e "Tabela" e "Avanguardisti" ", a fim de conseguir que a nossa juventude cresça inspirado por princípios sólidos de amor e devoção para a Itália ".
No final da II Guerra Mundial, 29 cidadãos incluídos na lista de soldados em guerra e 23 desaparecidos em um dos caídos. 02 de junho de 1946 os cidadãos de Colognola ai Colli foram convidados a escolher, através de um referendo entre monarquia e república. A maioria da população escolheu República. A partir dos anos de 1947 - 1948 com a vida política administrativa começa o desenvolvimento económico e estamos a assistir a um reforço gradual das obras civis em serviço dos cidadãos. resultados administrativas das contas finais, depois de muitas décadas de persistente déficit no exercício de 1955 fechou com 6.342.976 liras "índice de detector seguro de seriedade e certeza da figuras excedente de Administração estabelecidas no momento da previsão." Depois de vir para os anos do "milagre italiano" sazonais e duros anos de imigração, que também investe Colognola ai Colli, transformando-a de uma "aldeia rural" em uma das áreas mais animadas de desenvolvimento industrial. Construção de Z.A.I. e de outras empresas e a construção de novos assentamentos mudar alguns aspectos da paisagem, do emprego e da estrutura social do país sempre tem sido caracterizada, principalmente, pelo amor pela terra.

## Demografia
| Variação demográfica do município entre 1861 e 2011                               |
|                                                                                   |
| Fonte: Istituto Nazionale di Statistica (ISTAT) - Elaboração gráfica da Wikipedia |